# Dlhá Ves
Dlhá Ves (in ungherese Gömörhosszúszó) è un comune della Slovacchia facente parte del distretto di Rožňava, nella regione di Košice.